# Linea Hammersmith & City
La linea Hammersmith & City (in inglese: Hammersmith & City line) è una linea della metropolitana di Londra, che va da Hammersmith nell'ovest di Londra a Barking nell'est di Londra.
Assieme alle linee Circle, District e Metropolitan, la Hammersmith & City è una delle linee di sub-superficie della rete metropolitana londinese, creata virtualmente nel 1990 ribattezzando un tratto della Metropolitan.
La Hammersmith & City è la decima delle undici linee della metropolitana di Londra per numero di passeggeri. Delle 29 stazioni servite, 14 sono interrate. La linea venne aperta il 13 giugno 1864, anche se la stazione di Hammersmith venne spostata in altro luogo nel 1868. È l’unica linea a non avere stazione esclusivamente proprie, e gli unici binari non condivisi con altre tratte corrono fra Liverpool Street e Aldgate East.

## Storia
La tratta che oggi costituisce la linea Hammersmith & City, originariamente, era una diramazione della linea Metropolitan, una parte della quale è la più antica di tutta la metropolitana di Londra (andava da Paddington a Farringdon ed è entrata in funzione il 10 gennaio 1863). La linea è rimasta una diramazione della linea Metropolitan fino al 1988, e successivamente, a seguito dell'incremento del traffico, è stata trasformata in una nuova linea, collegando le sezioni dismesse dalla linea Metropolitan (da Hammersmith a Baker Street e da Liverpool Street a Barking).
Il nome è stato derivato dalla Hammersmith & City Railway, una tratta ferroviaria di 5 km fra le stazioni di Hammersmith e Westbourne Park che venne aperta nel 1864 e che operò congiuntamente con la Metropolitan Railway e la Great Western Railway fra il 1864 ed il 1868.
A causa del cambio relativamente recente, alcune stazioni della linea hanno ancora delle tabelle che parlano di Metropolitan Line (ad esempio, nella stazione di Bromley-by-Bow).

## Caratteristiche tecniche
| Unknown route-map component "uCONTg@G" |

| Unknown route-map component "uACC" |

| Urban stop on track |

| Urban stop on track |

| Urban stop on track |

| Unknown route-map component "uHSTACC" |

| Unknown route-map component "uHSTACC" |

| Unknown route-map component "utHSTa@f" |

| Urban tunnel stop on track |

| Urban tunnel stop on track |

| Unknown route-map component "utHSTea" |

| Urban tunnel unused stop on in-use track |

| Urban tunnel stop on track |

|  | Unknown route-map component "utABZ23" |

| Unknown route-map component "utSTR+1" | Unknown route-map component "utkHST3+l" | Unknown route-map component "utABZ2+4r" |

|  | Unknown route-map component "utABZ2+1g" |  |  | Unknown route-map component "utCONT4" |

| Unknown route-map component "utkHST+4" |

| Urban tunnel stop on track |

| Unknown route-map component "utHSTea" |

| Unknown route-map component "utHSTACCea" |

| Urban tunnel stop on track |

| Urban tunnel stop on track |

| Urban tunnel stop on track |

| Unknown route-map component "utSPLa" |

| Unknown route-map component "utvHST" |

| Unknown route-map component "utCONTgq" | Unknown route-map component "utvSTRr-STR" |  |

|  | Unknown route-map component "utv-SHI2r" |

| Unknown route-map component "utvHST-KHSTa" |

| Unknown route-map component "utvSTRe@g" |

| Unknown route-map component "uvHSTACC" |

|  | Unknown route-map component "uvSHI1l-STRl" | Unknown route-map component "uCONTfq" |

| Urban stop on track |

| Urban stop on track |

| Unknown route-map component "uhHST" |

| Unknown route-map component "uhHST" |

| Unknown route-map component "uhHSTACC" |

| Unknown route-map component "uehHST" |

| Unknown route-map component "uhHST" |

| Unknown route-map component "uhHST" |

| Unknown route-map component "uhKACCe" |

La linea è composta in totale da 29 stazioni e si estende per 25,5 km. La maggior parte dei binari della linea sono condivisi con altre linee di sub-superficie della rete metropolitana: da Barking ad Aldgate East sono condivisi con la linea District, da Aldgate a Baker Street con le linee Circle e Metropolitan e da Baker Street a Hammersmith con la linea Circle.
La linea è elettrificata con un sistema a quarta rotaia a corrente continua: un binario conduttore centrale è alimentato a -210 V e un binario esterno ai binari di corsa a +420 V, dando una differenza potenziale di 630 V.
La maggior parte della tratta di 3,9 km tra Hammersmith e Westbourne Park corre su un viadotto in mattoni all'altezza di 6,1 m. Dopo Westbourne Park, la linea passa al di sotto della Great Western Main Line, tornando in superficie alla stazione di Royal Oak e correndo di fianco alla linea ferroviaria verso Paddington. La linea entra in trincea a occidente della stazione ferroviaria e in una trincea coperta al termine delle banchine della stessa stazione.
I binari della linea Hammersmith & City incontrano quelli delle linee Circle e District (provenienti da Bayswater) al bivio di Praed Street, prima di passare attraverso la stazione di Edgware Road in trincea. Dopo King's Cross St. Pancras, la linea corre in trincea, passando sotto la Ray Street Gridiron che portano le linee Allargate della City usate dai servizi di Thameslink. Presso la stazione di Moorgate, sono presenti due binari di testa diretti a ovest. Subito prima di Aldgate, la linea diverse dai binari che condivide con le linee Circle e Metropolitan, in direzione Aldgate East. La linea passa sopra i binari della East London Line, utilizzati dalla London Overground, presso la stazione di Whitechapel, continuando il suo percorso lungo l'antica ferrovia Whitechapel-Bow per Bow Road, dove torna in superficie, e per Bromley-by-Bow, dove inizia a correre a fianco della ferrovia Londra-Tilbury-Southend. Sono presenti due binari di testa presso la stazione di Plaistow, diretti a ovest, e la linea termina due stazioni dopo, a Barking.
Tra le stazioni di Whitechapel e Aldgate East esiste una stazione fantasma, chiamata St. Mary's, chiusa nel 1939 e riaperta durante la guerra come rifugio contro i bombardamenti.

## Materiale rotabile

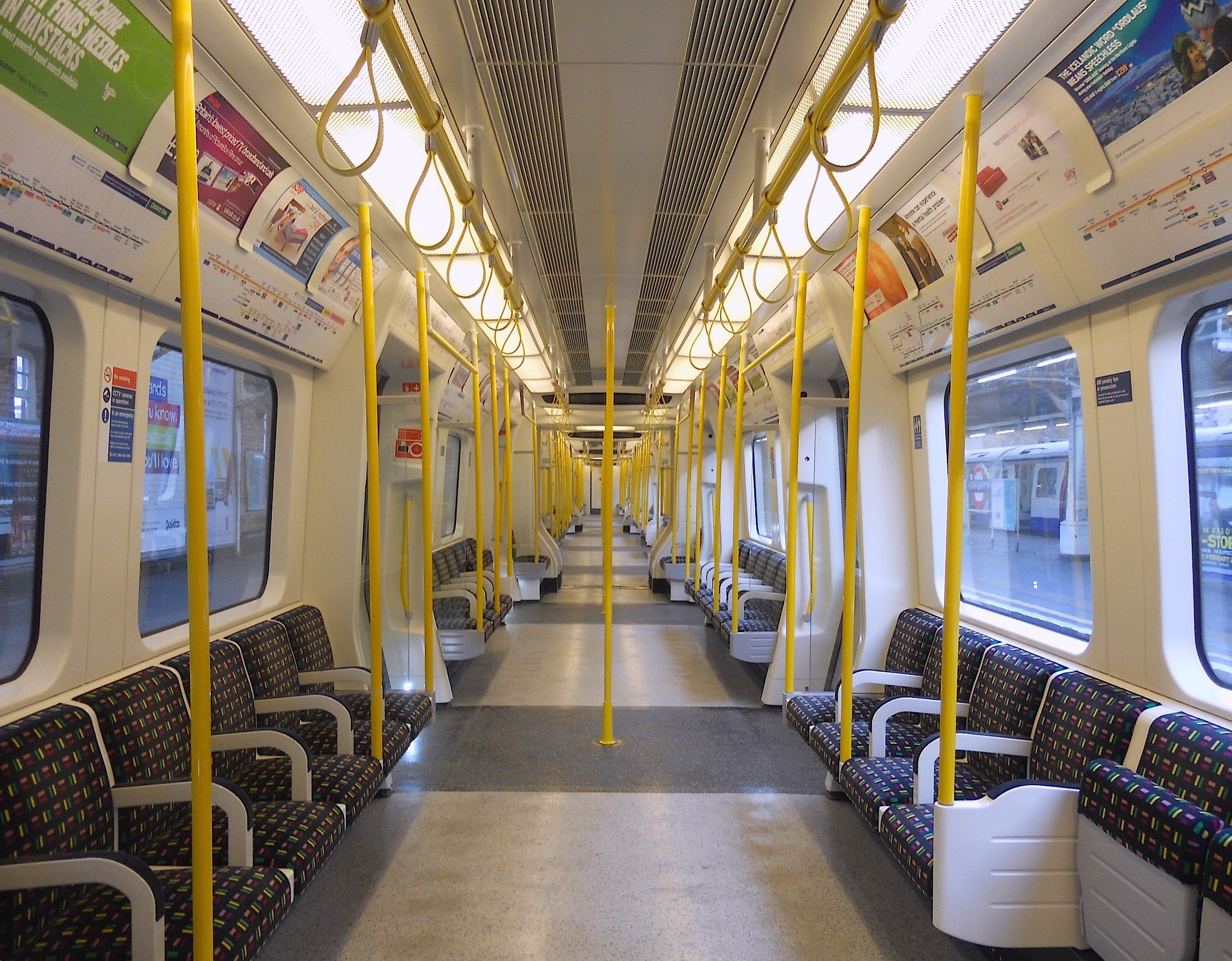
Interni di un treno dello stock S7

I servizi della linea Hammersmith & City sono erogati con treni a sette carrozze dello stock S (treni S7), parte della famiglia del Movia di Bombardier. Questi treni sono dotati di aria condizionata dal momento che i tunnel di sub-superficie, differentemente dalle linee di profondità, riescono a disperdere l'aria calda esausta. Questi treni sono dotati di freni rigenerativi che restituiscono circa il 20% della loro energia alla rete.
Con una velocità massima di 100 km/h, i treni a sette carrozze dello stock S hanno una capacità di 865 passeggeri, comparati ai 739 dei treni a sei carrozze dello stock C che sostituiscono. Con una lunghezza di 117 m, i treni dello stock S sono 24 m più lunghi dei precedenti treni dello stock C ed è per questa ragione che le banchine delle stazioni sono state allungate.
Il voltaggio di trazione è aumentato nel 2017 da 630V nominali a 750V, con l'obiettivo di dare migliori performance e permettere ai treni di restituire più energia alla rete attraverso i freni rigenerativi.

## Depositi
Il deposito della linea, che si trova ad Hammersmith, nei pressi del capolinea, è stato costruito dalla Great Western Railway per poi essere gestito dalla Metropolitan Railway quando le ferrovie sono state elettrificate nei primi anni del XX secolo.
Tronchini sono presenti a Barking e vicino a High Street Kensington (Triangle Sidings) e vengono utilizzati per il rimessaggio dei treni di notte. I tronchini che erano presenti presso la stazione di Farringdon venivano utilizzati quando circolavano i treni dello stock C ma, a causa della maggiore lunghezza dei treni dello stock S, non possono più essere utilizzati.

## Progetti
In contemporanea con l'introduzione dei treni dello stock S, i binari, l'alimentazione elettrica e i sistemi di segnalamento sono oggetto di aggiornamento in un programma che ha l'obiettivo di aumentare la capacità degli orari di punta delle linee Circle e Hammersmith & City del 65%, entro la fine del 2018. Una sala di controllo unificata per le linee di sub-superficie è stata aperta ad Hammersmith il 6 maggio 2018 e un sistema Automatic Train Control (ATC) rimpiazzerà le apparecchiature di segnalamento installate dagli anni quaranta del XX secolo.
Ci si aspetta che il Crossrail ridurra l'affollamento tra Paddington e Whitechapel.